# Nedko Solakow

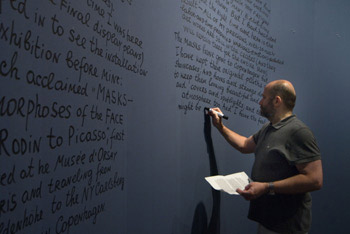
Nedko Solakow

Nedko Solakow (bulgarisch Недко Солаков, übliche Transliteration Nedko Solakov; * 1957 in Tscherwen Brjag) ist ein bulgarischer Künstler.

## Leben
Nedko Solakow studierte an der Kunstakademie in Sofia und schloss dort bei Mito Ganovski 1981 in Wandmalerei ab; 1985–86 folgte ein Studium am Hoger Instituut voor Schone Kunsten (HISK) in Antwerpen. Ab den 1990er Jahren erhielt er Stipendien in Zürich, Wien, dem Künstlerhaus Bethanien in Berlin sowie 2001 in Stockholm und 2002 in Kitakyūshū. Eine erste Einzelausstellung fand 1981 in der Galerie „Rakovski 108“ in Sofia statt, außerhalb Bulgariens 1987 im Bahnwärterhaus in Esslingen am Neckar. Solakow nimmt regelmäßig an internationalen Gruppenausstellungen teil, darunter mehrere Male an der Istanbul Biennale (1992, 1995 und 2005) und der Biennale von Venedig, an der er 1999 den Bulgarischen Pavillon bespielte. 2007 war er wiederum auf der Biennale von Venedig vertreten und erhielt für seinen Beitrag im Arsenale eine lobende Erwähnung der Jury; zwei seiner Arbeiten waren zeitgleich auf der documenta 12 in Kassel zu sehen. Auch auf der DOCUMENTA (13) ist er mit der Installation Knights (and other dreams), 2010-2012 im Brüder Grimm-Museum vertreten. Nedko Solakow lebt und arbeitet in Sofia.

## Werk
Solakow arbeitet in verschiedenen Medien und Kunstgattungen, wobei viele Werke in einer räumlichen Installation münden. Ein Thema, das sich durch sein gesamtes Werk zieht, ist die Stellung und Arbeit des Künstlers innerhalb der Gesellschaft und die daraus resultierenden – mitunter politischen – Fragestellungen, die Solakow auf humorvolle und manchmal absurde Weise kommentiert. Eine typische Technik sind dabei kleine handgeschriebene Anmerkungen oder Zeichnungen, die Solakow an den Wänden von Ausstellungsräumen anbringt oder als Bildreihe aufbaut, beispielsweise in seinen Beiträgen zur documenta 12 oder der 52. Biennale von Venedig. Diese Fragmente fügen sich in ihrer räumlichen Anordnung zu einer Art Archiv, das – vergleichbar mit den Arbeiten von Ilja Kabakow – die Erfahrungen des Künstlers aus einer persönlichen in eine politische Ebene überträgt. Exemplarisch ist dafür die Arbeit Top Secret (1989–1990), in der Solakow auf Karteikarten sein Leben und insbesondere seine Mitarbeit beim bulgarischen Geheimdienst dokumentiert.
Nedko Solakow wird von ARNDT ART AGENCY (Mathias Arndt) vertreten.

## Einzelausstellungen (Auswahl)
- 1996 Desires, Galerie ARNDT, Berlin[7]
- 1998 Silly, Galerie ARNDT Berlin, Berlin
- 2002 Studies for Romantic Landscapes with Missing Parts (and tips for the average global citizen), Galerie ARNDT Berlin, Berlin
- 2006 Nedko Solakov: Earlier Works, Kunsthalle Mannheim[8]
- 2007 New Noah's Ark, Stupiditz and the Wave, ARNDT Berlin, Berlin
- 2009 Emotions, Mathildenhöhe, Darmstadt
- 2010 Optimistic Stories, Galerie ARNDT Berlin, Berlin